# Department for International Trade
Departament Handlu Międzynarodowego (Department for International Trade) – brytyjski resort którego zadaniem jest promocja eksportu i inwestycji. 
Powstał w maju 1999 jako agencja British Trade International, składając się z dwóch części: zajmując się promocją eksportu – Trade Partners UK i promocją inwestycji – Invest UK (dla inwestycji zagranicznych – FDI). W październiku 2003 połączono je w jedną instytucję – UK Trade & Investment. W lipcu 2016 na jej bazie utworzono Department for International Trade (Departament Handlu Międzynarodowego). Utrzymuje swoje przedstawicielstwa prawie we wszystkich krajach, z którymi Wielka Brytania utrzymuje stosunki dyplomatyczne.
W Warszawie w latach 1993–2008 brytyjska służba handlowa mieściła się przy ul. Emilii Plater 28, obecnie w budynku ambasady przy ul. Kawalerii 12.